# Дети-герои (Мексика)

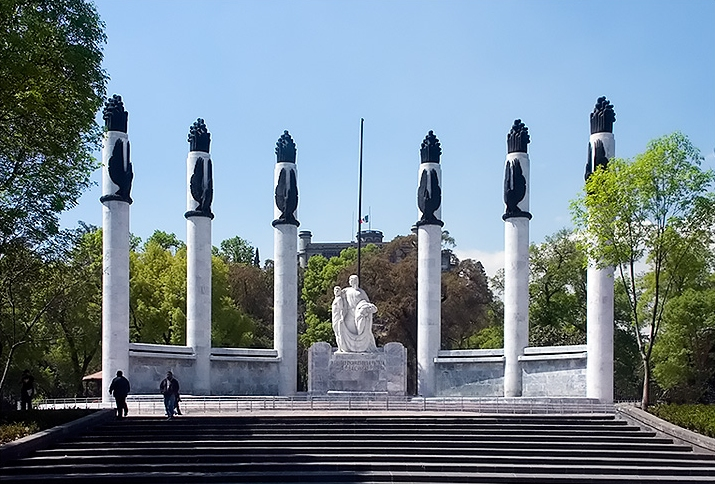
Монумент Детям-Героям около замка Чапультепек

Де́ти-Геро́и (исп. Niños Héroes), известные также как Герои-кадеты и Дети-солдаты — шестеро мексиканских детей-кадетов, которые героически погибли, защищая замок Чапультепек в городе Мехико от войск США 13 сентября 1847 года:
- Хуа́н де ла Барре́ра (19 лет)
- Хуа́н Эску́тиа (15 — 19 лет)
- Франси́ско Ма́ркес (13 лет)
- Агусти́н Ме́лгар (15 — 19 лет)
- Ферна́ндо Мо́нтес де О́ка (15 — 19 лет)
- Висе́нте Суа́рес (14 лет)

Их командиры, генерал Николас Браво и генерал Хосе Мариано Монтерде, приказали им отступать, однако кадеты не выполнили это приказание. Вместо этого они оказывали сопротивление захватчикам до своей погибели.

## История
В 1836 году Техас провозгласил свою независимость от  Мексики, и позднее был аннексирован США, что и станет причиной войны. Ослабленная недавней войной за независимость Мексика не могла оказать сопротивление армии США и 8 сентября американцы подошли к столице — Мехико, 12 сентября начав обстрел важной оборонительной точки города замка Чапультепек, который охраняло всего 922 человека, среди которых — 200 кадетов в возрасте от 13 лет.
13 сентября падение замка стало очевидным и командующий обороной генерал Браво приказал отступить, но шесть кадетов отказались выполнить приказ, войдя в историю как «Дети-герои».

## Биографии[2]
1. Хуа́н де ла Барре́ра

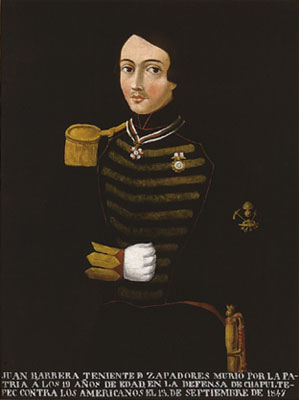
Хуан де Ла Баррера

Хуан де Ла Баррера родился в 1828 году в  Мехико в семье генерала Игнасио Марии де Ла Баррера и Хуаны Инсарруаги, был самым старшим из кадетов-героев. Уже в возрасте 12 лет был зачислен в армию и 18 ноября 1843 года принимается в военную академию, которая располагалась в замке Чапультепек. Ко времени сражения был зачислен в сапёрный батальон и погиб, защищая одну из батарей. Звание: лейтенант.
2. Хуа́н Эску́тиа
Хуан Эскутиа родился в городе Тепик, точная дата рождения неизвестна, где-то в промежутке между 1828 и 1832 годами. Принят в Военную Академию 8 сентября 1847 года. Неся службу на смотровой вышке, попытался предотвратить захват флага, обмотав его вокруг себя и спрыгнув вниз. Художник Габриэль Флорес создал картину по данному подвигу.
3. Франси́ско Ма́ркес

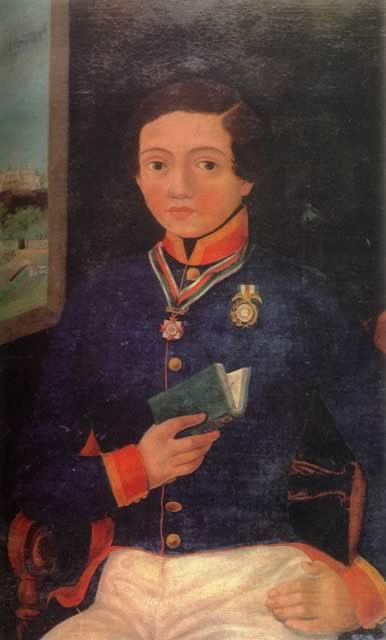
Франсиско Маркес

Франсиско Маркес родился в 1834 году в  Гвадалахаре и был самым младшим из шести кадетов (всего 13 лет). Известно, что его мать, Микаэла Паниагуа, после смерти отца Франсиско, вышла замуж за капитана кавалерии Франсиско Ортиса. Поступил в Военную Академию 14 января 1847 года. Его тело было найдено на восточном склоне, рядом с телом Хуана Эскутиа.
4. Агусти́н Ме́льгар
Агустин Мельгар родился в городе  Чиуауа, точная дата рождения неизвестна, где-то в промежутке между 1828 и 1832 годами. Его родители, Эстебан Мельгар и Мария де ла Лус Севилья, умерли, когда Агустин был ещё совсем мал и мальчика воспитывала старшая сестра. Поступил в Военную Академию 4 ноября 1846 года.
5. Ферна́ндо Мо́нтес де О́ка
Фернандо Монтес де Ока родился в городе Аскапоцалько, точная дата рождения неизвестна, где-то в промежутке между 1828 и 1832 годами, в семье Хосе Монтес де Ока и Хосефа Родригес. 24 января 1847 года поступил в Академию. В оставшейся надписи написано: «Курсант Фернандо Монтес де Ока. Героически погиб 13 сентября 1847 года. Он оказался на крыше училища, которое на тот момент уже было захвачено американцами. Дабы знамя не досталось врагу, де Ока, закутавшись в него, бросился с крыши».
6. Висе́нте Суа́рес
Висенте Суарес родился в городе Пуэбла-де-Сарагоса в 1833 году в семье Мигеля Суареса и Марии де ла Лус Ортеги. Поступил в Академию 21 октября 1845 года.

## Память

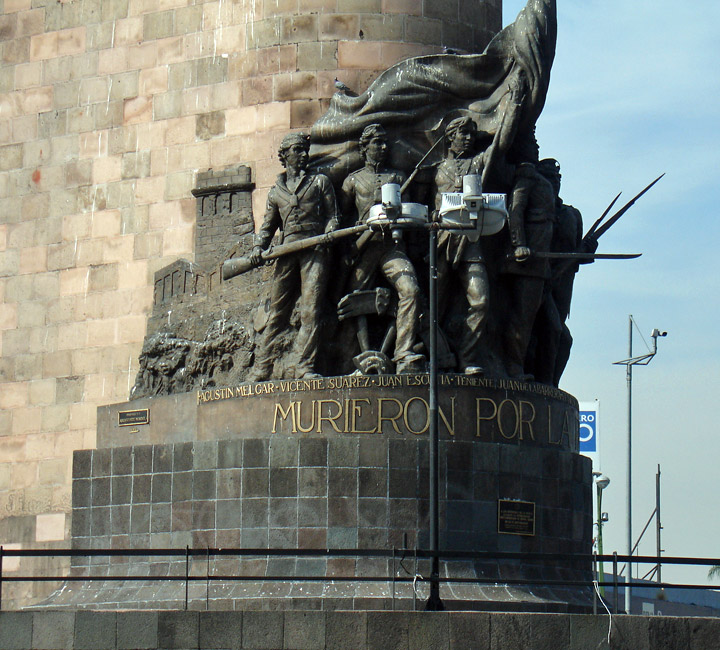
Памятник Детям-Героям в Халиско

Останки погибших находились в Военной Академии в хрустальных вазах вплоть до 1952 года, когда были торжественно перенесены в специальные ниши у Монумента Детям-Героям, который был создан архитектором Энрике Эчегараем и скульптором Эрнесто Тамарисом. У мемориала выставлен почётный караул.
В 1947 году, по случаю 100-летия взятия замка и возведению монумента, мемориал посетил президент США  Гарри Трумэн.
Память о детях-героях увековечена на Стене почёта в зале заседаний Палаты депутатов мексиканского Конгресса золотыми буквами (бронзой с позолотой).